# Sitticus manni
Sitticus manni är en spindelart som först beskrevs av Carl Ludwig Doleschall 1852.  Sitticus manni ingår i släktet Sitticus och familjen hoppspindlar. Inga underarter finns listade i Catalogue of Life.